# Gulstreckad backmätare
Gulstreckad backmätare (Scotopteryx mucronata) är en fjärilsart som beskrevs av Giovanni Antonio Scopoli 1763. Gulstreckad backmätare ingår i släktet backmätare, och familjen mätare. Enligt den svenska rödlistan är arten starkt hotad i Sverige. Arten förekommer i Götaland. Artens livsmiljö är jordbrukslandskap, stadsmiljö. Inga underarter finns listade i Catalogue of Life.

## Bildgalleri

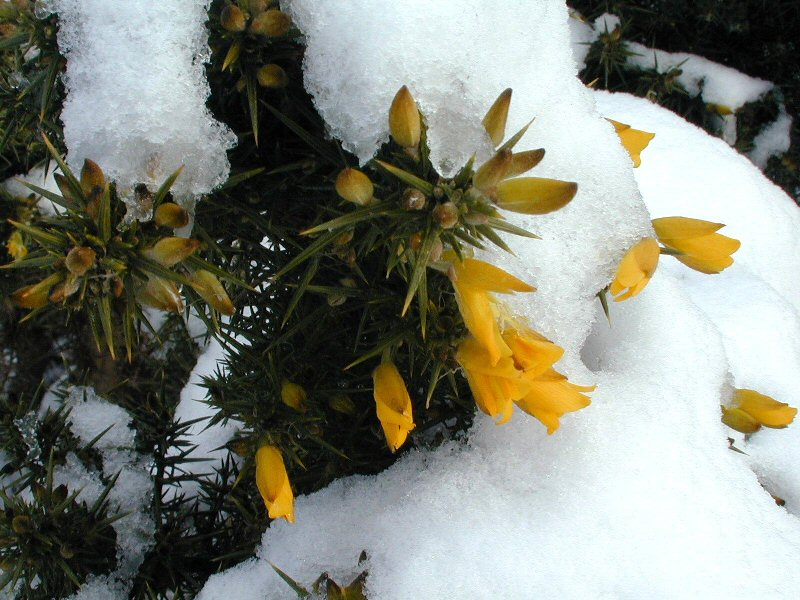